# Copsychus cebuensis
Shama-preto ou xama-preto (Copsychus cebuensis) é uma espécie de ave da família Muscicapidae.
É endémica das Filipinas.
Os seus habitats naturais são: florestas subtropicais ou tropicais húmidas de baixa altitude, matagal húmido tropical ou subtropical e plantações.
Está ameaçada por perda de habitat.